# 各務原站
各務原站（日语：／ Kagamigahara eki */?）是位於日本岐阜縣各務原市鵜沼各務原町一丁目的東海旅客鐵道（JR東海）高山本線鐵道車站。各務原市的代表車站實為鄰站蘇原站，而離市役所最接近的是那加站。
站名為，帶有濁音，但所在的自治體名為，不帶濁音。

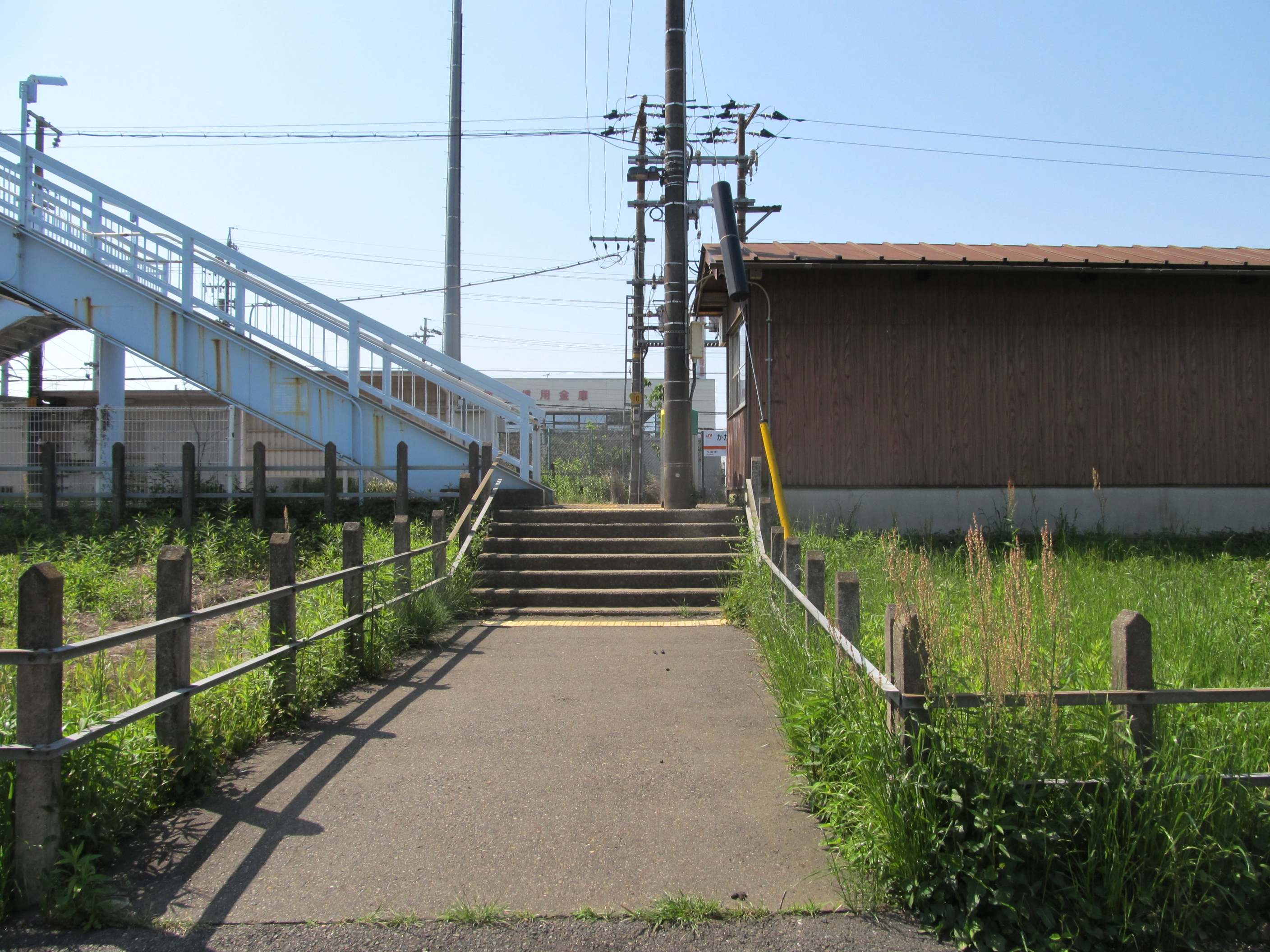
北口(2022年5月)

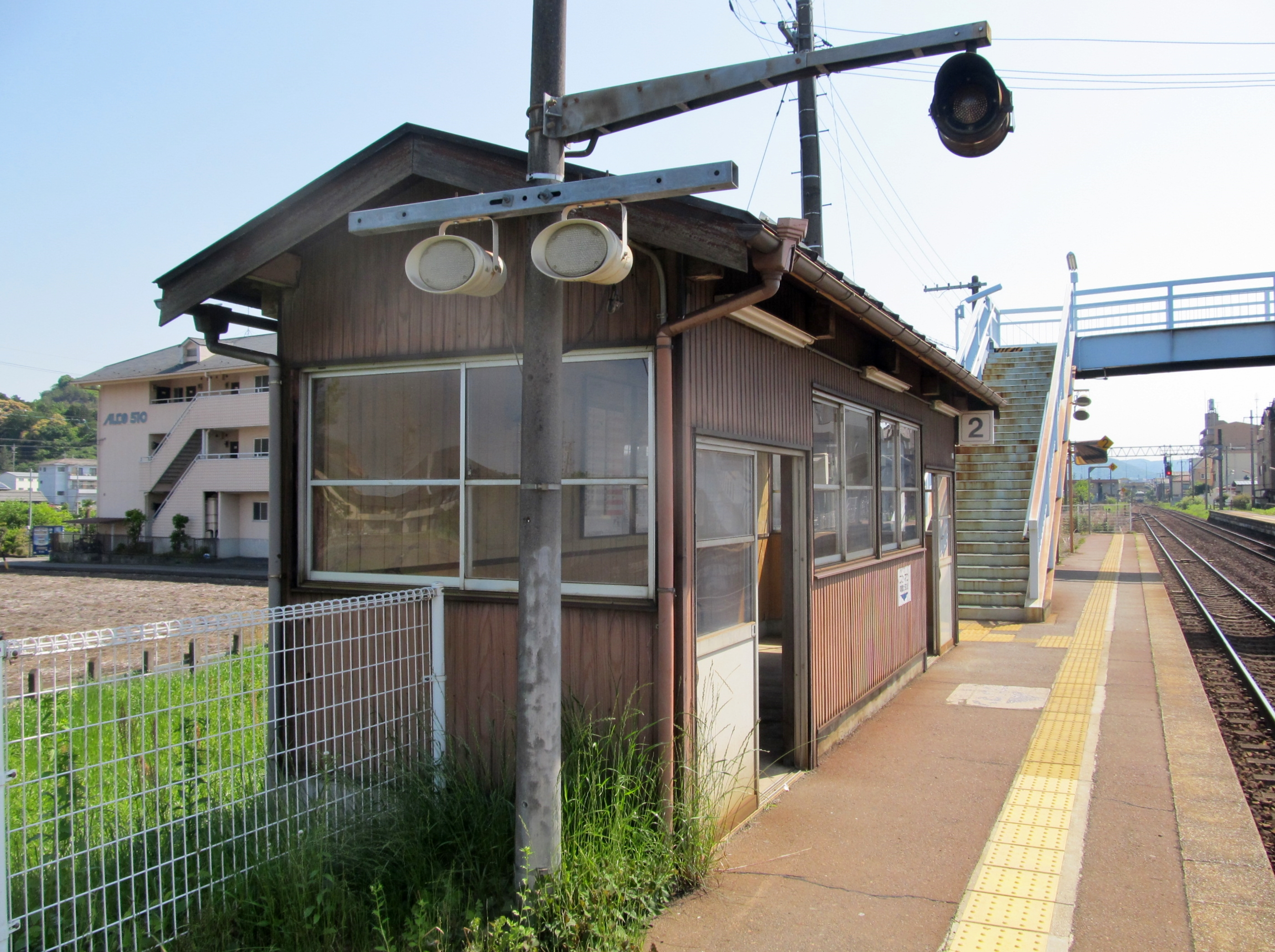
候車室(2022年5月)

## 車站構造

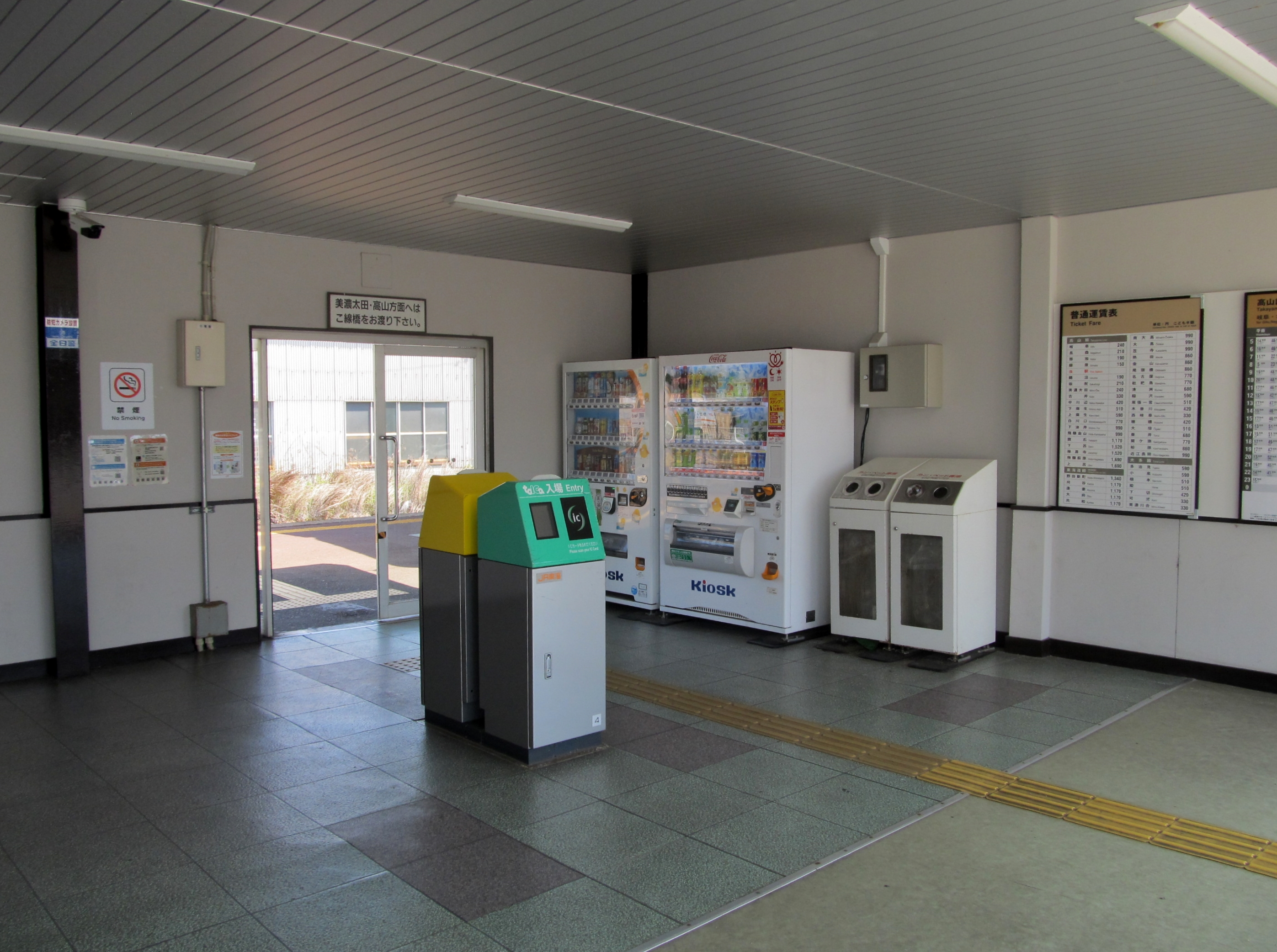
驗票口(2022年5月)

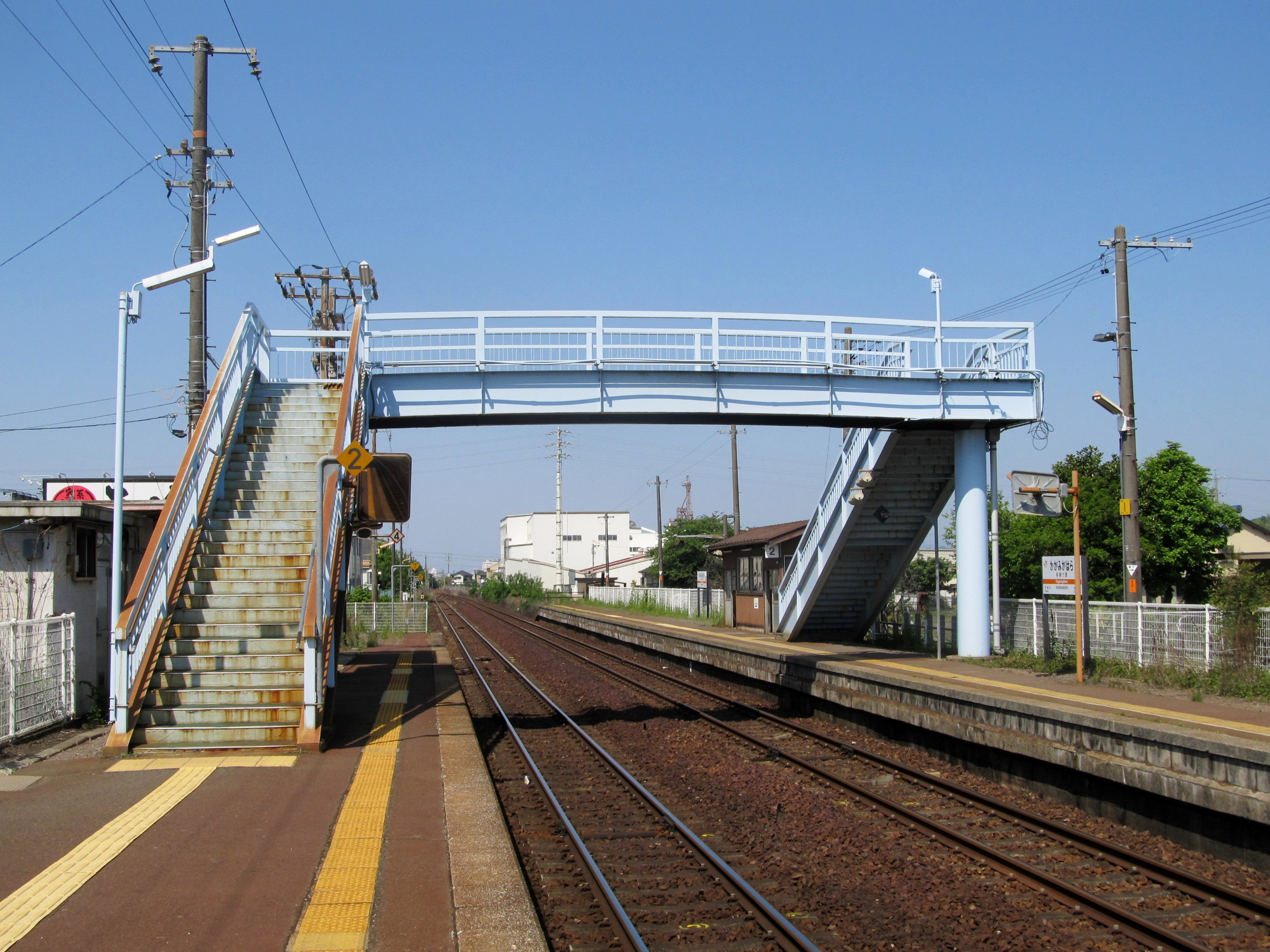
月台(2022年5月)

本站為對向式月台2面2線，可進行列車交會的地面車站。本站是由岐阜站負責管理的無人車站。站內只開放候車室，2010年3月設置TOICA專用簡易閘機。

### 月台配置
| 月台 | 路線     | 方向 | 目的地             |
| ---- | -------- | ---- | ------------------ |
| 1    | 高山本線 | 上行 | 岐阜、名古屋方向   |
| 2    | 高山本線 | 下行 | 美濃太田、高山方向 |

## 車站周邊
- 名古屋鐵道各務原線・名電各務原站（徒步2分）
- 國道21號
- 岐阜縣立岐阜各務野高等學校（各務原東校舎）
- 岐阜信用金庫
- 十六銀行

## 历史
- 1920年（大正9年）11月1日 - 高山線（1934年改名高山本線）岐阜 - 各務原間開通同時、為終着站。旅客及貨物取扱開始。
- 1921年（大正10年）11月12日 - 高山線往美濃太田站延伸、成為途中站。
- 1961年（昭和36年）5月21日 - 貨物取扱廢止。
- 1987年（昭和62年）4月1日 - 國鐵分割民營化成為東海旅客鐵道（JR東海）車站。
- 2010年（平成22年）3月13日 - TOICA導入

## 相鄰車站
東海旅客鐵道
 高山本線
蘇原（CG03）－各務原（CG04）－鵜沼（CG05）